# Lucy Deakins
Lucy Hely Deakins (New York, 18 dicembre 1971) è un avvocato e attrice statunitense, nota per aver interpretato il ruolo di Milly in Il ragazzo che sapeva volare e aver originato il ruolo di Lily Walsh in As the World Turns.

## Filmografia

### Cinema
- Il ragazzo che sapeva volare (The Boy Who Could Fly), regia di Nick Castle (1986)
- Nikita - Spie senza volto (Little Nikita), regia di Richard Benjamin (1988)
- Non è stata una vacanza... è stata una guerra! (The Great Outdoors), regia di Howard Deutch (1988)
- Un ghepardo per amico (Cheetah), regia di Jeff Blyth (1989)
- I ribelli (There Goes My Baby), regia di Floyd Mutrux (1994)

### Televisione
- Così gira il mondo (As the World Turns) - 2 episodi (1985)
- ABC Afterschool Specials - un episodio (1990)
- A Mother's Gift - film TV (1995)
- Law & Order - I due volti della giustizia (Law & Order) - 2 episodi (1993, 2002)